# فريق الكرخ لكرة اليد
لم تكن بداية نادي الكرخ ناجحة في الدوري العراقي لكرة اليد فقد احتاج إلى 15 موسم حتى يحرز أول لقب له على صعيد الدوري العراقي لكرة اليد وذلك في موسم 1991-1992 بقيادة المدرب ظافر صاحب، وفي الموسم التالي احرز الكرخ اللقب أيضا بقيادة المدرب قتيبة احمد 1992-1993 وفي موسم 1994-1995 احرز اللقب الثالث له بقيادة المدرب صبري ياسر ومن ثم ولموسين متتالية احرز محمد حمزة اللقبين الرابع والخامس للكرخ 1995-1996 / 1996-1997 , ثم عاد المدرب صبري ياسر ليحرز اللقب السادس للكرخ، وفي هذا الموسم الكرخ يعادل عدد الالقاب لنادي الرشيد، وعاد المدرب محمد حمزة ليحرز اللقب السابع لنادي في الموسم 1999-2000 ومن ثم المدرب سمير عبد النافع 2000-2001 ومن ثم يحرز المدرب حسام عبد الهادي لقبين متتالية للفريق 2004-2005 / 2005-2006 قبل ان يحرز خالد عدنان اللقب رقم 11 للنادي في موسم 2010-2011 , ومن بعد هذا الموسم تناوب النادي بين المركزين الثالث والثاني تاركا المنافسة على اشدها بين الجيش والشرطة.

## بطولات فريق اليد في نادي الكرخ
| النادي               | عدد البطولات | المواسم |
| -------------------- | ------------ | --- |
| فريق الكرخ لكرة اليد | 11           | 1991–1992 , 1992–1993 , 1994–1995, 1995–1996 , 1996–1997 , 1997–1998 , 1999–2000 , 2000–2001 , 2004–2005 , 2005–2006 , 2010–2011 |